# Gerald Soroka
Gerald Soroka, né à Evansburg en Alberta, est un agriculteur et homme politique canadien.
Il est député conservateur de la circonscription de Yellowhead à la Chambre des communes du Canada de 2019 à 2025.

## Biographie
Né à Evansburg en Alberta, Gerald Soroka y grandit sur la ferme familiale. En 2004, il est élu conseiller municipal du comté de Yellowhead avant d'en devenir le maire en 2007.
À la suite de l'annonce du député de Yellowhead, Jim Eglinski (en), de son intention de se retirer à la fin de son mandat, Soroka annonce en avril 2018, son intention de briguer l'investiture du Parti conservateur du Canada dans la circonscription de Yellowhead afin d'être candidat du parti aux prochaines élections fédérales. Il gagne la nomination en octobre de la même année.
Il démissionne de son poste de maire quatre jours avant l'élection du 21 octobre 2019 qu'il remporte avec 82,13 % des voix et une majorité de 42 066 voix et il devient député à la Chambre des communes.
Il est réélu en 2021 avec 66,16 % des voix.